# PyNGL
PyNGL — свободно распространяющийся под открытой лицензией (The University of Illinois/NCSA Open Source license) модуль для языка программирования Python, использующийся для визуализации научных данных с упором на высококачественную 2D визуализацию в геонауках.
Поставляется PyNGL вместе с модулем PyNIO, обеспечивающим чтение и запись файлов в нескольких форматах, имеющих широкое распространение в науках о земле. При помощи модуля можно работать с netCDF, GRIB1, GRIB2, HDF 4, HDFEOS 2, CCM history files, netCDF4.
Вывод данных производится по выбору в PostScript, PDF, X11 screen или NCGM.
Происходит PyNGL от NCAR Command Language (NCL), который разрабатывается в National Center for Atmospheric Research (NCAR). PyNGL и PyNIO обеспечивают Python интерфейс к графическим и файловым функциям NCL.